# Aguilar de Montuenga
Aguilar de Montuenga es una localidad española del municipio de Arcos de Jalón, perteneciente a la provincia de Soria, en la comunidad autónoma de Castilla y León.

## Geografía
Forma parte de la comarca de Arcos de Jalón y del partido judicial de Almazán. Esta pequeña población del antiguo ducado de Medinaceli está ubicado en el valle del Alto Jalón a 841 m sobre el nivel del mar, y está ubicado entre Santa María de Huerta y Arcos de Jalón, flanqueada por los arroyos Madre y Almuguera, afluentes del Jalón. Está situada a 105 km de Soria, y a 4 km de Arcos de Jalón siguiendo la carretera N-II.

## Historia
En el censo de 1879, ordenado por el conde de Floridablanca, figuraba como villa del partido del Ducado de Medinaceli en la Intendencia de Soria, con jurisdicción de señorío y bajo la autoridad del alcalde ordinario, nombrado por el duque de Medinaceli. Contaba entonces con 325 habitantes.
A la caída del Antiguo Régimen la localidad se constituye en municipio constitucional en la región de Castilla la Vieja que en el censo de 1842 contaba con 41 hogares y 166 vecinos. A mediados del siglo XIX, la aldea, por entonces con ayuntamiento propio, tenía contabilizadas 46 casas. Aparece descrita en el primer volumen del Diccionario geográfico-estadístico-histórico de España y sus posesiones de Ultramar de Pascual Madoz de la siguiente manera:

AGUILAR DE MONTUENGA: ald. con ayunt. de la prov. y adm. de rent. de Soria (11 leg.), part. jud. de Medinaceli (3), aud. terr. y c. g. de Búrgos (28), dióc. de Sigüenza (7.); sit. á 1/4 de leg. del r. Jalon sobre un llano dominado por una peña que se levanta al N. en forma de peana. Le baten con libertad todos los vientos, y aunque su clima es sano, se padecen tercianas y cuartanas sin que se conozca la causa de que provienen. Tiene 46 casas, una escuela á cargo del sacristan, fiel de fechos, quien por los tres cargos recibe de dotacion 40 fan. de grano repartidas entre los vec; una igl. parr. de fab. regular, aneja de la de Montuenga; junto á ella el cementerio que por su sit. ventajosa no puede perjudicar á la salud pública; y una fuente de aguas cristalinas y delgadas para el surtido del vecindario. Confina el térm. por el N. con el de Almalves, por el E. con el de Montuenga, por el S. con el de Sagides, y por el O. con el de Arcos. El terreno es de regular calidad, pero escaso de aguas para el riego. Prod. trigo, cebada, avena, y legumbres secas, cuyos sobrantes llevan al mercado de Medinaceli, y al vecino reino de Aragon. Pobl. 41 vec. 166 alm. Cap imp. 24,057 rs. Este pueblo corresponde al señ. de Medinaceli.
(Madoz, 1845, p. 148)

A finales del siglo XX este municipio desaparece porque se integra en el municipio de Arcos de Jalón, contaba entonces con 45 hogares y 200 habitantes.
Aguilar de Montuenga forma parte del Camino del Cid, itinerario turístico cultural integrado por ocho provincias españolas y que sigue los pasos de Rodrigo Díaz de Vivar descritos en el Cantar de mío Cid.

## Demografía
| Gráfica de evolución demográfica de Aguilar de Montuenga entre 1842 y 1960 |
| |
| Población de derecho según los censos de población del INE Población de hecho según los censos de población del INEEntre el censo de 1970 y el anterior, este municipio desaparece porque se integra en el municipio 42025 (Arcos de Jalón) |

En el año 1981 contaba con 59 habitantes, concentrados en el núcleo principal, a 1 de enero de 2010 con una población de 36, 22 hombres y 14 mujeres.
| Gráfica de evolución demográfica de Aguilar de Montuenga entre 2000 y 2017                       |
|                                                                                                  |
| Población de derecho (2000-2017) según los censos de población del INE a 1 de enero de cada año. |

## Patrimonio
- Ermita de La Soledad.
- Restos de una torre medieval, ubicada sobre un pequeño cerro denominado entre los lugareños como "La Peñota" o "El Castillo". Figura en el catálogo de Bienes Protegidos de la Junta de Castilla y León en la categoría de Castillo con fecha de declaración 22 de abril de 1949.[8]